# Après travail

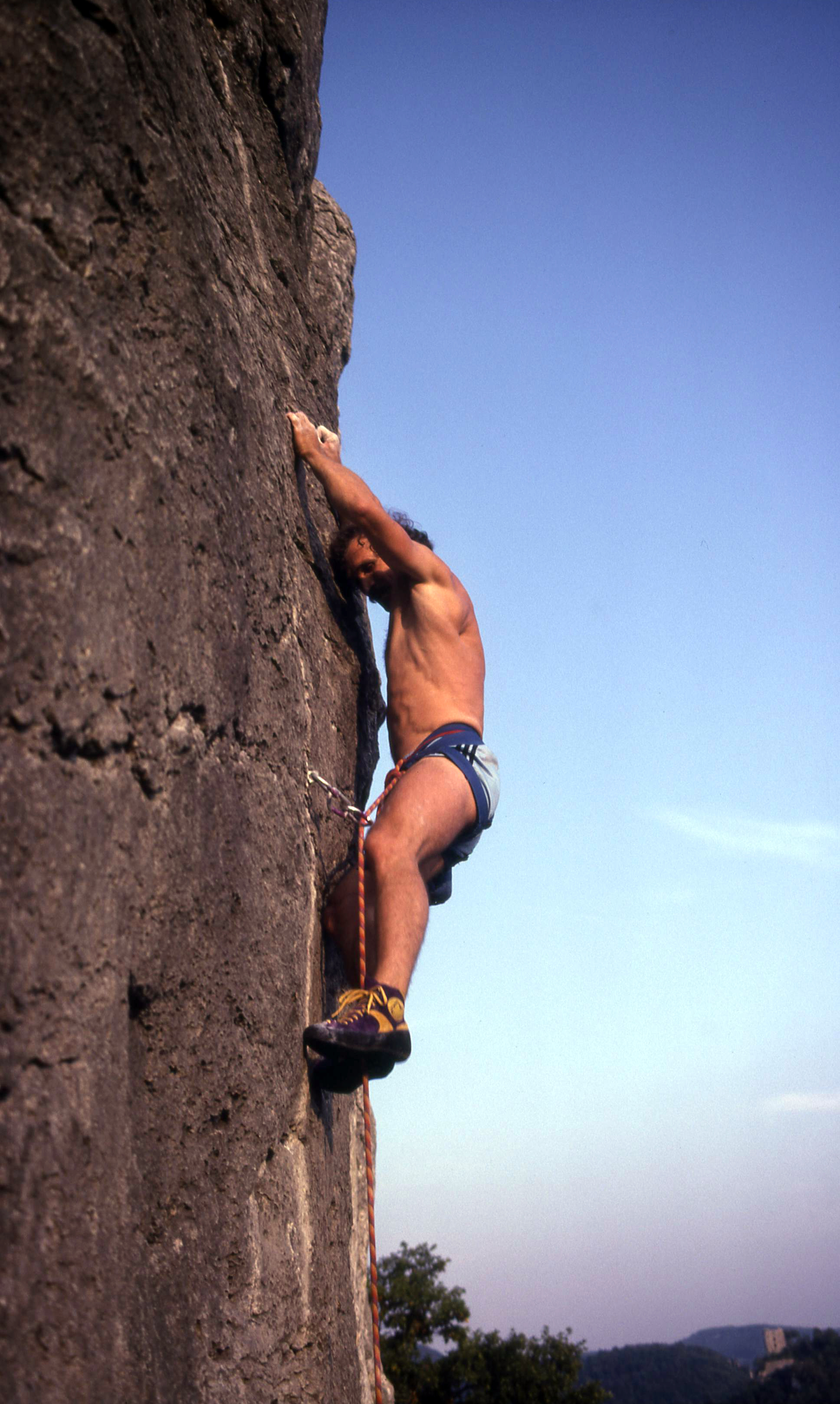
Kurt Albert, Frankenjura. Escalade au rocher "Streitberger Schild" près de Streitberg avec le Château Neideck en arrière-plan.

En escalade, réussir une ascension de voie après travail est le fait de ne pas réussir à la première tentative mais après plusieurs essais. L'ascension après travail est considérée comme étant plus facile que celle à vue ou que l'escalade flash. Une autre distinction concerne l'ascension utilisant des dégaines préalablement fixées à la paroi (pinkpoint) ou, à l'inverse, accrochées par le grimpeur (redpoint) pendant son évolution.

## Ascensions notables
Certaines voies sont travaillées très longtemps avant d'être réussies. Par exemple, Chris Sharma a fait une cinquantaine de chutes et trois ans d'essais pour réussir First Round First Minute à Margalef.